# Борис Віан
Бори́с Віа́н (фр. Boris Vian, 10 березня 1920, Віль-д'Авре, Франція — 23 червня 1959) — французький прозаїк, поет, джазовий музикант і співак. Автор низки модерністських та фантастичних епатажних творів, який, попри це, став після смерті класиком французької літератури, передбачивши бунт нонконформістських творів 60-х років XX століття та був передвісником «Нової хвилі» в англомовній та французькій фантастиці. Писав не лише під своїм іменем, але й під 24 псевдонімами, найвідоміший з яких Вернон Саліван.

## Життєпис
Борис Віан народився 10 березня 1920 року в містечку Віль-д'авре недалеко від Парижа. Вчився в паризькій Центральній школі — одному з найбільших французьких технічних університетів. Після здобуття інженерного диплома працював у Французькій асоціації стандартизації, паралельно займаючись музикою і літературним письменництвом. Написав 10 романів, у тому числі знамениту «Піну днів» (1946). Перекладав на французьку твори Реймонда Чандлера.
Під псевдонімом Вернон Саліван Віан випустив такі твори, стилізовані під нуар: романи «Я прийду плюнути на ваші могили», «Всі мертві однакового кольору», «Жінкам не зрозуміти», «А потім всіх виродків прибрати» і розповідь «Собаки, бажання, смерть».
Цей псевдонім був складений з прізвищ друзів письменника з джаз-оркестру (де сам Віан був тромбоністом): Салівана і Вернона. За легендою Вернон Саліван був афроамериканцем, якого не дозволяли друкувати в США за дуже вільні погляди, проте його перекладав Віан і він добре видавався у Франції.
Перший роман «Я прийду плюнути на ваші могили» викликав справжній фурор, він відразу став бестселером. Дотепер сумарний наклад цього роману перевищує наклад інших творів Віана. Роман був написаний на прохання видавця, друга Віана, чия справа зазнавала збитків. Проте незабаром роман визнали дуже сміливим, вульгарним і навіть порнографічним. Наклади спалювали, товариства боротьби за моральність організовували рух проти романа. Втомившись боротися з «поборниками моральності», Віан припинив писати під цим псевдонімом.
23 червня 1959 року Віан прийшов на прем'єру фільму, знятого за його романом «Я прийду плюнути на ваші могили». Перегляд почався близько десятої ранку в залі «Петі Марбеф». Через десять хвилин Віан спустив голову на спинку крісла і знепритомнів. Не приходячи до пам'яті, він помер дорогою до лікарні. Ховали Віана 27 червня на кладовищі Віль-д'Авре.

### Романи
- Сколопендра і планктон / Vercoquin et le plancton (1946),
- Піна днів / L’Écume des Jours (1946),
- Осінь в Пекіні / L'Automne à Pékin (1947)
- Червона трава / L'Herbe rouge (1950,)
- Серцедер / L'Arrache-cœur (1953)
- Катавасія в Анденах / Trouble dans les Andains (1966)

Під псевдонімом Вернон Саліван:
- Я прийду плюнути на ваші могили / J'irai cracher sur vos tombes (1946)
- Всі мертві однакового кольору / Les morts ont tous la même peau (1947)
- Знищімо всіх покручів / Et on tuera tous les affreux (1948)
- Жінкам не збагнути / Elles se rendent pas compte (1950)

### Оповідання
- Мурашки / Les Fourmis (1949)
- Вовк-перевертень / Le Loup-garou (1970)

Під псевдонімом Вернон Саліван:
- Собаки, бажання, смерть / Les Chiens, le désir et la mort (1970)

### П'єси
- Початкуючому живодеру/ L’Équarrissage pour tous (1950)
- Будівничі імперії/ Les Bâtisseurs d'empire (1959)
- Підвечірок генералів/ Le Goûter des généraux (1962)
- / Le dernier des métiers (1965)
- Голова обертом/ Tête de méduse (1971)
- / Série blême (1971)
- / Le Chasseur français (1971)

### Поезія
- / Barnum's Digest (1948)
- Заморожені кантилени / Cantilènes en gelée (1949)
- Не хотів би здохнути я / Je voudrais pas crever (1962)
- Сто сонетів / Cent sonnets (1984)

### Переклади
- The Big Sleep, Реймонда Чандлера під заголовком: Le grand sommeil (1948)
- The Lady in the Lake, Реймонда Чандлера під заголовком: La Dame du lac (1948)
- The World of Null-A, Альфреда ван Вогта під заголовком: Le Monde des Å (1958)

## Українські переклади творів Віана
Віан українською виходив у видавництві Фоліо (Харків) у 1998 році у 2-х томах. Перекладачі: Петро Таращук, Владислав Борсук, Ярослава Собко, Василь Лаптійчук, Роман Осадчук, Віктор Омельченко.
- Борис Віан. Вибрані твори / Переклад з фр. — Х.: Фоліо, 1998. — 398 с. [Архівовано 24 травня 2015 у Wayback Machine.] ISBN 966-03-0153-4
- Серцедер / Борис Віан ; пер. Дарія Бібікова ; ілюст. Олександр Приймак — Івано- Франківськ: Вавилонська бібліотека, 2017. — 176 с. — ISBN 978-966-97482-1-8
- Осінь в Пекіні / Борис Віан ; пер. Євгенія Сарапіна ; ілюст. Олександр Приймак — Івано- Франківськ: Вавилонська бібліотека, 2018. — 248 с. — ISBN 978-966-97482-5-6